# جوني غوميز
جوني غوميز (بالإنجليزية: Jonny Gomes) هو لاعب كرة قاعدة أمريكي، ولد في 22 نوفمبر 1980 في سان فرانسيسكو في الولايات المتحدة.

## وصلات خارجية
- جوني غوميز على موقع دوري كرة القاعدة الرئيسي (الإنجليزية)
- جوني غوميز على موقع الدوري الياباني لكرة القاعدة (الإنجليزية)
- جوني غوميز على موقعبيزبول رفرنس.كوم (الدوري الرئيسي) (الإنجليزية)
- جوني غوميز على موقعبيزبول رفرنس.كوم (الدوري الثانوي) (الإنجليزية)
- جوني غوميز على موقع إي إس بي إن.كوم (أم.أل.بي) (الإنجليزية)
- جوني غوميز على موقع مشجعي الرسوم البيانية (الإنجليزية)